# 美人

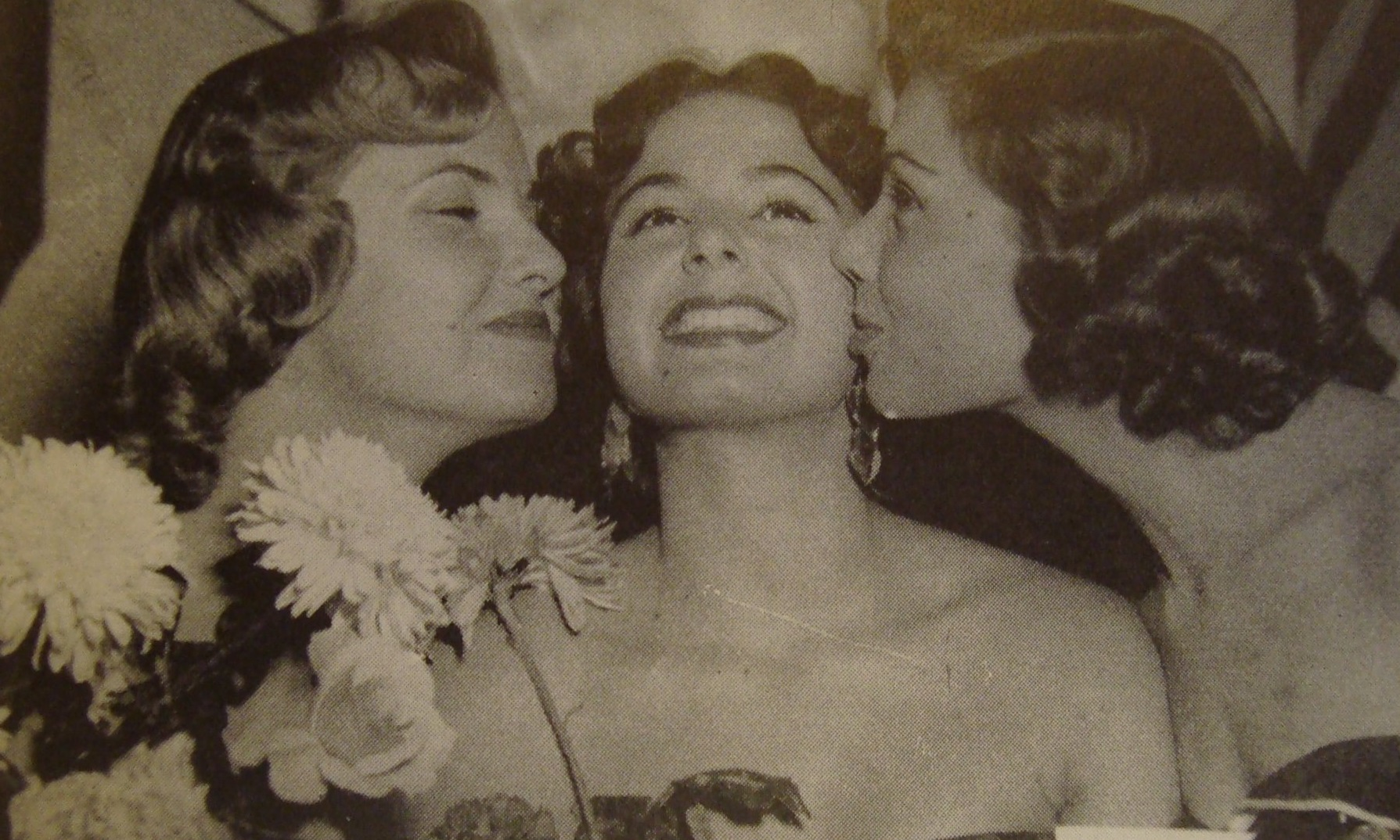
1954年 Miss World

美人（びじん）とは、容貌・姿の美しい人間のこと。

## 概要

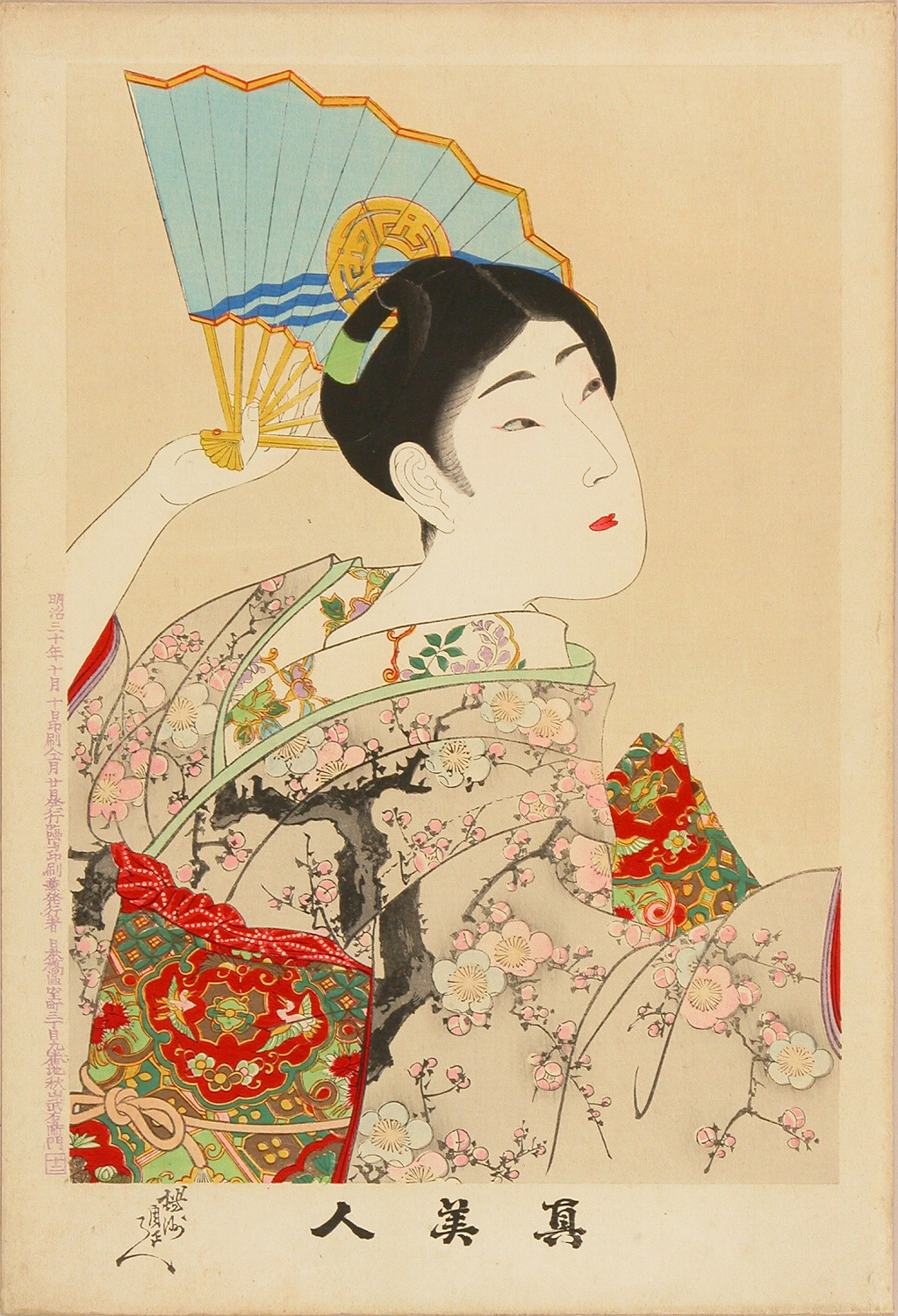
Shin Bijin (1897) by Yōshū Chikanobu

類義語として、美女（びじょ）、別嬪（べっぴん）・麗人（れいじん）・佳人（かじん）等がある。
主に女性に対して使われる言葉だが、若い男性に対しても用いられることもあり、江戸時代の井原西鶴の浮世草子『世間胸算用』では、容姿の美しい男子を指して使われている。

## 美人像

### 欧米
研究者のリサ・ウェイドは、肌の白さを美の基準として用いることは白人至上主義の現れの一つであり、肌が白くない非白人が美しいとされるのは、その容貌が白人のようである場合であると述べている。世界最大のファッションイベントの一つであるニューヨーク·ファッションウィークの2014年のレポートによると、参加モデルの内訳は、白人82.7%、アジア系9%、黒人6%、ラテン系2%であり、白人モデルが圧倒的多数を占めている。

### 日本

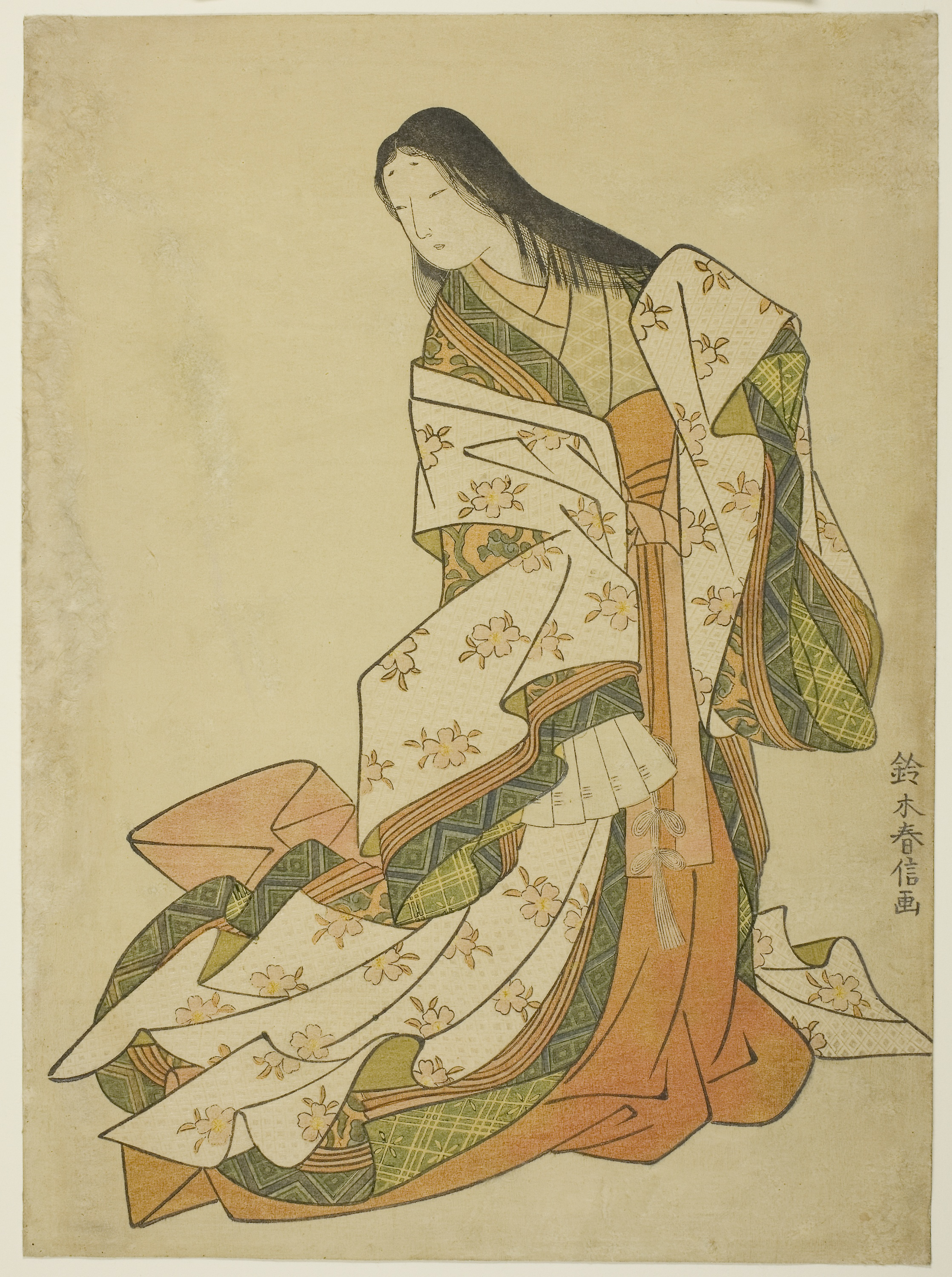
小野小町（鈴木春信画）

#### 平安時代
平安時代において、肌理（きめ）の細かい色白の肌、ふっくらした頬、長くしなやかな黒髪が典型的な美人の条件として尊ばれた。ただし、一定以上の身分のある女性は近親者以外の男性に顔を見せないものとされたため、男性はめあての女性の寝所に忍んで行き、ほの暗い灯火の下で初めてその姿を見るということが普通であった。化粧は、顔に白粉を塗り、眉を除去して墨で描き（引眉）、歯を黒く染める（お歯黒）といったもので、健康美よりはむしろ妖艶さが強調された。当時の女性の成年年齢は初潮を迎える12～14歳であり、30代はすでに盛りを過ぎた年齢とみなされていた。ちなみに、しばしば言及される引目鉤鼻は源氏物語絵巻等の平安絵画において高貴な人物を描く際に用いられた表現技法の名称である。六歌仙の一人である女流歌人小野小町は、当時の美人像からして絶世の美女であったとされている。

#### 戦国時代
戦国時代の日本に30年以上滞在した西洋人ルイス・フロイスは「ヨーロッパ人は大きな目を美しいとしている。日本人はそれを恐ろしいものと考え、涙の出る部分の閉じているのを美しいとしている。」と、当時の日本人が大きな目よりも絵巻物や美人画に描かれるような涼しい目を理想としていた様子を記している。

#### 江戸時代
江戸時代においては、色白できめ細かい肌、細面、小ぶりな口、富士額、涼しい目元、鼻筋が通り、豊かな黒髪が美人の典型とされた（浮世絵で見られる女性は、当時の理想的な美人を様式化した作品である。詳しくは美人画を参照）。当時最も売れた化粧指南書『都風俗化粧伝』において「目の大なるをほそく見する伝」という項が存在し、目に関しては現在とは異なる美意識だったことを表している。井原西鶴の『好色五人女』には、低い鼻を高くしてほしいと神社で無理な願いことをする、との記述があり、当時鼻の高さを好んだ傾向が窺える。こうした美意識は、明治時代から大正時代に至るまで美人像の基調となった。

## 比喩表現

### 日本
日本では木花咲耶姫になぞらえて、正真正銘の美人を比喩する際に花が多く用いられる。たとえば、日本の美しくしたたかな女性たちを撫子の花に見立てて大和撫子と称する他、古来より和歌などのさまざまな場面で「花の比喩」が登場する。
これは日本の文化（大和民族の文化）における伝統的美意識による発想である。
たとえば金田一京助は、アイヌの人に「お前、桜の花きれいだと思わないか」と訊いたところ「きれいだ」と答えたので、「じゃ美人のときに、花のようだと言ったら」と重ねて問うと、「だって全然違うじゃないか。花はこんな形をしているし、顔とは全然違う」と笑われたと記している。

## 日本における何々美人

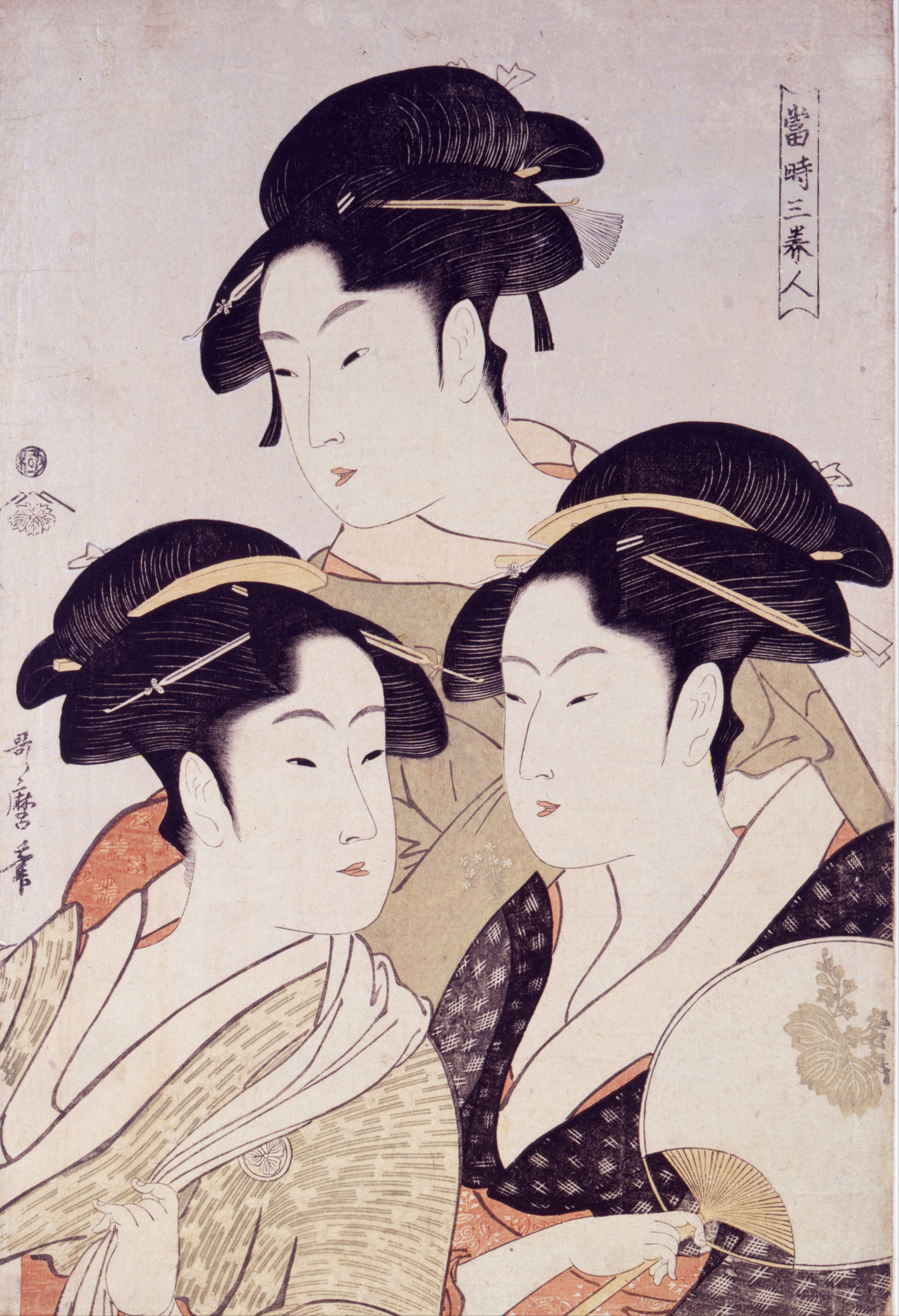
喜多川歌麿の「寛政三美人」

大正生まれの建築家の吉阪隆正は、何々美人と呼ばれる場所はほとんどが日本海側であり、また各地を旅行をしていて、その地域が栄えていることと女性が美しい事には相関関係があると感じるが、日本列島は江戸幕府が開かれるまで何百年に渡り交易・交通の中心であった日本海側が栄えていたためであろうと述べている。

## 歴史上の有名な美人
- 世界三大美人
- 日本三大美人
- 中国四大美人
- 大正三美人

## 容姿の美の理論

### 比率説
カナダのトロント大学のカン・リー（Kang Lee）が視覚研究の専門誌「Vision Research」で白人女性のみを対象にした研究結果を発表した。そこで女性の見た目の美しさは両目の間隔や目鼻と口の距離が顔全体に占める割合によって決まるという研究結果が発表されている。その研究結果は目と口の距離は顔の長さの36%のときに一番美しいと感じられ、両目の間隔は顔の幅の46%のときに一番美しいと感じられることが分かった。

### 平均説
Judith LangloisとLori Roggmanは、無作為に抽出した顔写真の合成写真を被験者に示した時に、その写真が魅力的であると判断されることが多いとする研究結果を発表した(Psychological Science 1990)。この事から、美人とはそのコミュニティにおいて最も平均的な容姿を持つものであるという仮説が提唱された。この説によると、美人像の変遷は、そのコミュニティの構成員の変化を背景としているものと考えられる（鼻が高い人が多くなれば、鼻が高いことが美人の要素となる）。このように平均的な女性が美しいと感じられる理由としては、平均的であるということが、当該コミュニティで失敗のない生殖を行う可能性が高いことを示している（繁殖実績が多い）と考えられるためと説明されている。